# Klinikum Mittelbaden Baden-Baden Ebersteinburg
Das Klinikum Mittelbaden Baden-Baden Bühl, Klinik Ebersteinburg war ein Krankenhaus der medizinischen Grundversorgung mit 60 Betten in Ebersteinburg, Baden-Baden. Nach der Übernahme am 1. Januar 2013 durch das kommunale Klinikum Mittelbaden wurde in der Folge die Akutversorgung eingestellt. Heute beherbergt es Teile der Verwaltung, darunter die Geschäftsführung des Klinikums Mittelbaden sowie ein Hospiz.

## Geschichte
1906 wurde das Sanatorium Ebersteinburg von Rumpf als „Sanatorium für leicht lungenkranke Damen“ eröffnet. Rumpf war lange Jahre in Davos tätig und zuletzt Chefarzt der großen badischen Heilstätten Friedrichsheim und Luisenheim. Der von ihm zunächst geplante Bau im Gunzenbachtal scheiterte an der fehlenden Baugenehmigung. Die Sommerresidenz der Kaiser und Könige wollte keine Tuberkulosekranken in der Stadt haben. So ging er auf die Höhe in die damals noch freie Gemeinde Ebersteinburg, wo gerade als hygienische Voraussetzung die erste Wasserleitung gelegt worden war.
Das Sanatorium wurde von dem Baden-Badener Architekten L. Hengst geplant und erbaut. Die 40 Krankenzimmer waren fast alle nach Süden ausgerichtet und wiesen „eine möglichst vollkommene Verbindung von Komfort und Hygiene“ auf. Die Kranken verbrachten einen Teil des Tages in den angebauten Liegehallen, die wahlweise nach Süden oder Norden geöffnet werden konnten.
Der Gründer Rumpf übersiedelte im Jahre 1913 mit seiner Familie nach Bremen. Seine beiden Assistenten, die Brüder Adolf und Karl Albert übernahmen die ärztliche Leitung des Sanatoriums. Es wurde als Lungensanatorium bis ins Jahr 1937 weitergeführt.
Die Schwestern vom Göttlichen Erlöser kauften das Sanatorium Ebersteinburg im Jahre 1938. Es wurde unter Leitung von Adolf Albert als allgemeines Sanatorium weitergeführt. Kurz nach Ausbruch des Zweiten Weltkrieges wurde es von der Luftwaffe als Unterkunft für eine Artillerie-Einheit, später als Luftwaffen-Lazarett beschlagnahmt. Nach Kriegsende besetzte die französische Armee das Sanatorium und löste den Lazarettbetrieb innerhalb kurzer Zeit auf. Anfang 1947 konnten die Ordensschwestern das Haus wieder in Eigenregie übernehmen. Nach gründlicher Instandsetzung wurde das Haus als Sanatorium Ebersteinburg mit 65 Betten wieder eröffnet.
Das Sanatorium Ebersteinburg gewann unter der Leitung von von und zu Loewenstein einen guten Ruf und versorgte Patienten aus ganz Deutschland, darunter mehrmals den berühmten Dirigenten Wilhelm Furtwängler, der im Sanatorium Ebersteinburg 1954 verstarb.
In den Jahren zwischen 1957 und 1970 entstanden im Rahmen weiterer Modernisierungen und Erweiterungen das Refektorium und die Klausur über dem Speisesaal. Zudem mussten die Liegehallen einem modernen Anbau neben dem Haupthaus mit Krankenzimmern, Dachterrasse und Bäder-Abteilung sowie einer neuen Krankenhaus-Kapelle weichen. Weiterhin entstand eine moderne Großküche. 1970 wurde mit dem Bau des Schwesternwohnheims „Maria Frieden“ auf dem Gelände oberhalb des Krankenhauses begonnen. Hier wurden ältere Ordensschwestern untergebracht und gepflegt. 1972 wurde die Schule für Krankenpflege-Helfer eröffnet.
1973 wurde das Haus vom Regierungspräsidium Karlsruhe als Fachkrankenhaus für innere Krankheiten mit 94 Planbetten eingestuft. Es ist seither allen gesetzlich und privat versicherten Patienten mit internistischen Erkrankungen zugänglich. Ab Ende der 1970er Jahre wurde das Sanatorium in ein internistisches Krankenhaus umgewandelt, in der zweiten Hälfte der 1990er Jahre erfolgte einer Erweiterung des Spektrums durch den Aufbau einer Endoskopieabteilung.
Durch die Gesundheitsreform 1997 wurde die Bettenzahl auf 60 reduziert. Der Orden entschloss sich daraufhin zur Errichtung des Hospizes Kafarnaum im dritten Stock, das im August 1998 eingeweiht wurde. In den Jahren 2001–2003 wurden die Bettenstationen vollständig renoviert und modernisiert. 
Seit 1. Januar 2013 gehört das Krankenhaus Ebersteinburg zum Klinikverbund des Klinikum Mittelbaden.
Im April 2020 wurde die Klinik aufgegeben. Die bis dahin an der Klinik verbliebenen Abteilungen Palliativmedizin und Schmerztherapie wurden an den Standort Bühl verlegt. Heute wird der Standort als Hospiz genutzt und beherbergt zudem die Geschäftsführung und Teile der Verwaltung des Klinikum Mittelbaden.